# Від кожного за його здібностями, кожному за його потребами
Від кожного за його здібностями, кожному за його потребами (або потребою) нім. Jeder nach seinen Fähigkeiten, jedem nach seinen Bedürfnissen! — гасло, яке уперше використав Луї Блан у 1851 році (хоча більш рання версія виразу з'явилася в Етьєнна-Габріеля Мореллі в його «Кодексі природи») і популяризував Карл Маркс у праці Критика Готської програми. Також вживається коротший варіант перекладу: «Від кожного — за здібностями, кожному — за потребами».
Зміст становить основний принцип комуністичного економічного і суспільного життя. Комуністичне суспільство характеризується відмиранням держави, усуспільненням праці та зникненням класів, а отже, і класової боротьби. Соціальне становлення безкласового суспільства схоже на цілі ранніх соціалістів і соціалістів-анархістів.

## Походження фрази
Повністю абзац, що містить формулювання точки зору Маркса, в «Критиці Готської програми» має такий вигляд:
На вищій фазі комуністичного суспільства, після того, як зникне уярмлюючий людину підпорядкування її поділу праці; коли зникне разом з цим протилежність розумової й фізичної праці; коли праця перестане бути тільки засобом для життя, а стане сама першою потребою життя; коли разом із всебічним розвитком індивідуумів виростуть і продуктивні сили й всі джерела суспільного багатства поллються повним потоком, — лише тоді можна буде абсолютно подолати вузький горизонт буржуазного права, і суспільство зможе написати на своєму прапорі: «Кожен за здібностями, кожному — за потребами»!

Хоча зазначена фраза найчастіше приписується Марксу, це гасло, загальне для соціалістичного руху, вперше використав Луї Блано в 1851 році. Також походження цієї фрази приписувалося французькому утопісту Етьєну-Габріелю Мореллі, який в 1755 році запропонував її у своєму «Кодексі природи» в числі «Основних і священних законів, які знищили б в корені вади і нещастя суспільства»:

I. У суспільстві ніщо не буде належати окремо або у власність кому б то не було, крім тих речей, які кожен використовує для задоволення своїх потреб, для задоволень або для своєї повсякденної праці
II. Кожен громадянин буде посадовою особою, забезпеченою роботою і матиме утримання громадським коштом.
III. Кожен громадянин буде сприяти, зі свого боку, суспільній користі, відповідно до своїх сил, дарувань та віку. Залежно від цього будуть визначені його обов'язки, відповідно до законів розподілу.

Деякі вчені простежують походження фрази з Нового Заповіту. У Діяннях апостолів спосіб життя суспільства віруючих в Єрусалимі описується як общинний (без особистого володіння), з використанням фрази «кожному давалося в чому хто мав потребу»: 
А люди, що ввірували, мали серце одне й одну душу, і ніхто нічого з маєтку свого не називав своїм, але все в них було спільне. І апостоли з великою силою свідчили про воскресіння Господа Ісуса Христа; і благодать велика на всіх їх. Не було між ними такого, хто мав би недостачу, бо все, хто що мав, поле чи дім, продавали, приносили гроші за продане й клали в ногах в апостолів, і роздавалося кожному, в чому хто мав потребу. (Дії 4:32-35).

## Дискусії навколо ідеї
Маркс окреслив конкретні умови, за яких можна було б застосувати зазначене гасло — суспільство, де технологія та соціальна організація значною мірою усунули потребу у фізичній праці при виробництві речей, де «праця стала не тільки засобом для життя, але й головною життєвою потребою». Маркс пояснив своє переконання тим, що в такому суспільстві кожна людина буде мотивована працювати на благо суспільства, попри відсутність соціального механізму, який би примушував її до праці, тому що праця стала б приємною та творчою діяльністю. Маркс мав на увазі, що початкова частина його гасла «від кожного за здібностями» означає не просто те, що кожна людина повинна працювати якомога більше, але й те, що кожна людина повинна якнайкраще розвивати свої особливі таланти.
Стверджуючи, що перебуває на «нижчій стадії комунізму» (тобто «соціалізму», згідно з термінологією Володимира Леніна), Радянський Союз адаптував цю формулу так: «Від кожного за здібностями, кожному за працею (трудовим внеском)». Це було включено до статті 12 Конституції Радянського Союзу 1936 року, але охарактеризовано Левом Троцьким як «Ця внутрішньо суперечлива, щоб не сказати безглузда, формула».

## Від кожного за його здібностями, кожному за його трудом
На перших кроках до комунізму неможливо втілити кінцевий принцип. В «Критиці Готської програми» Маркс відзначав, що працівник зможе отримувати від суспільства лише ту кількість праці, яку він сам надав суспільству в іншій формі. Скорочене формулювання «Хто не працює — той не їсть» Ленін вважав найважливішим соціалістичним принципом, про що писав у кількох відомих роботах: «Держава і революція», «Чи утримають більшовики державну владу?», «Як нам організувати змагання?».
Це гасло було навіть введене до радянської правової системи. Воно присутнє в Конституції СРСР 1936 («Сталінська Конституція»):
Стаття 12: Праця в СРСР є обов'язком і справою честі кожного працездатного громадянина за принципом: «Хто не працює, той не їсть».
Збереглись відповідні формулювання і в Конституції СРСР 1977 року, а також у конституціях союзних республік.
Згідно з цим принципом праця має бути суспільно організована таким чином, щоб усі члени суспільства брали участь у праці відповідно до своїх здібностей і отримували свою частку індивідуально споживчої частини суспільного продукту відповідно до свого внеску в цей сукупний продукт. Праця розглядалась і як право, і як обов'язок, що виправдовувало застосування примусової праці або примусу до праці — була кримінальна відповідальність за соціальний паразитизм (дармоїдство).

### Реальність країн соціалістичного табору
У дослідженнях, присвячених рівним можливостям, соціальній мобільності та функції управління принципом досягнень, було виявлено, що в НДР, наприклад, соціальний клас був важливим для соціальної позиції, так само як і такі фактори, як стать і партійна приналежність, і що чим вища позиція, тим він був важливішим. Це привілейоване становище збереглося і в період після возз'єднання.

### В капіталістичних країнах
У суспільствах з ринковою економікою, згідно з домінуючою думкою, життєві шанси розподіляються головним чином через оплачувану зайнятість. Розподіл освітніх і трудових позицій та пов'язаних з ними доходів і соціального статусу орієнтований на рівність можливостей і принцип заслуг (меритократія). «Суспільство, яке розподіляє посади, престиж і багатство виключно на основі заслуг, виглядає більш справедливим, ніж феодальне суспільство, засноване на перевірених часом привілеях, або держава загального добробуту, яка прагне створити індивідуальну і колективну рівність можливостей шляхом цілеспрямованого втручання в обставини життя людей».

#### Англійською
- Carens, Joseph (2003). An Interpretation of the Socialist Principle of Distribution. Social Philosophy & Policy. 20 (1): 145—77.
- Cohen, G. A. (1995). Self-ownership, communism, and equality: against the Marxist technological fix. Self-ownership, freedom, and equality. Cambridge, UK: Cambridge University Press. ISBN 978-0-521-47751-2.
- Furner, James (2018). Marx on Capitalism: The Interaction-Recognition-Antinomy Thesis. Leiden, The Netherlands: Brill Press. с. 113—114. ISBN 978-90-04-32331-5.
- Gilabert, Pablo (2015). The Socialist Principle 'From Each According To Their Abilities, To Each According To Their Needs'. Journal of Social Philosophy. 46 (2): 197—225.

#### Німецькою
- Wörterbuch der Ökonomie, Sozialismus, Dietz-Verlag Berlin, 6. Auflage 1989, ISBN 3-320-01267-3